# Saison 2015-2016 du Bayern Munich
Maillots
Chronologie
Saison précédente Saison suivante
La saison 2015-2016 est la 117e de l'histoire du Bayern Munich depuis sa création, la 51e du club en Bundesliga.

## Résumé de saison
Bayern sort d'un quatrième titre  de champion d'Allemagne consécutif.

## Transferts
| Joueur                     | Pays       | Âge | Poste     | Type de transfert                            | Durée          | Indemnité        | Période         | Provenance                                            |
| -------------------------- | ---------- | --- | --------- | -------------------------------------------- | -------------- | ---------------- | --------------- | ----------------------------------------------------- |
| Arrivées                   |            |     |           |                                              |                |                  |                 |                                                       |
| Arturo Vidal               | Chili      | 28  | Milieu    | Achat                                        | 4 ans (2019)   | 37 millions d’€  | Mercato d'été   | Juventus (Serie A)                                    |
| Douglas Costa              | Brésil     | 24  | Milieu    | Achat                                        | 5 ans (2020)   | 30 millions d’€  | Mercato d'été   | Chakhtar Donetsk (Premier-Liha/Прем'єр-ліга)          |
| Joshua Kimmich             | Allemagne  | 20  | Milieu    | Achat                                        | 5 ans (2020)   | 8,5 millions d'€ | Mercato d'été   | VfB Stuttgart (Bundesliga) RB Leipzig (2. Bundesliga) |
| Sven Ulreich               | Allemagne  | 26  | Gardien   | Achat                                        | 3 ans (2018)   | 3,5 millions d’€ | Mercato d'été   | Stuttgart (Bundesliga)                                |
| Kingsley Coman             | France     | 19  | Attaquant | Prêt avec option d'achat de 7 millions d'€   | 2 ans (2017)   | 3,5 millions d’€ | Mercato d'été   | Juventus (Serie A)                                    |
| Pierre-Emile Højbjerg      | Danemark   | 19  | Milieu    | Retour de prêt                               | -              | -                | Mercato d'été   | Augsbourg (Bundesliga)                                |
| Jan Kirchhoff              | Allemagne  | 24  | Milieu    | Retour de prêt                               | -              | -                | Mercato d'été   | Schalke (Bundesliga)                                  |
| Julian Green               | États-Unis | 20  | Attaquant | Retour de prêt                               | -              | -                | Mercato d'été   | Hambourg SV (Bundesliga)                              |
| Xherdan Shaqiri            | Suisse     | 23  | Attaquant | Retour de prêt                               | -              | -                | Mercato d'été   | Inter Milan (Série A)                                 |
| Serdar Taşçı               | Allemagne  | 28  | Défenseur | Prêt avec option d'achat de 2,5 millions d'€ | 6 mois (2016)  | -                | Mercato d'hiver | Spartak Moscou (Première ligue russe)                 |
| Dépenses totales : 82,5 M€ |            |     |           |                                              |                |                  |                 |                                                       |
| Départs                    |            |     |           |                                              |                |                  |                 |                                                       |
| Xherdan Shaqiri            | Suisse     | 23  | Attaquant | Transfert                                    | 4 ans (2019)   | 15 millions d'€  | Mercato d'été   | Inter Milan (Série A)                                 |
| Bastian Schweinsteiger     | Allemagne  | 30  | Milieu    | Transfert                                    | 3 ans (2018)   | 9 millions d’€   | Mercato d'été   | Manchester United (Barclays Premier League)           |
| Dante                      | Brésil     | 31  | Défenseur | Transfert                                    | 3 ans (2018)   | 4,5 millions d’€ | Mercato d'été   | Wolfsbourg (Bundesliga)                               |
| Pepe Reina                 | Espagne    | 32  | Gardien   | Transfert                                    | 3 ans (2018)   | 2 millions d’€   | Mercato d'été   | Naples (Serie A)                                      |
| Mitchell Weiser            | Allemagne  | 21  | Milieu    | Fin de contrat                               | 3 ans (2018)   | -                | Mercato d'été   | Hertha Berlin (Bundesliga)                            |
| Claudio Pizarro            | Pérou      | 36  | Attaquant | Fin de contrat                               | 1 an (2016)    | -                | Mercato d'été   | Werder Brême (Bundesliga)                             |
| Rico Streider              | Allemagne  | 23  | Milieu    | Fin de contrat                               | 2 ans (2017)   | -                | Mercato d'été   | Utrecht (Eredivisie)                                  |
| Pierre-Emile Højbjerg      | Danemark   | 20  | Milieu    | Prêt                                         | 1 an (2016)    | 1 million d’€    | Mercato d'été   | Schalke 04 (Bundesliga)                               |
| Jan Kirchhoff              | Allemagne  | 24  | Milieu    | Transfert                                    | 1,5 an (2017)  | 1 million d'€    | Mercato d'hiver | Sunderland (Premier League)                           |
| Sinan Kurt                 | Allemagne  | 19  | Attaquant | Transfert                                    | 2,5 ans (2018) | 0,5 million d'€  | Mercato d'hiver | Hertha Berlin (Bundesliga)                            |
| Gianluca Gaudino           | Allemagne  | 19  | Milieu    | Prêt                                         | 1,5 an (2017)  | -                | Mercato d'hiver | FC Saint-Gall (Raiffeisen Super League)               |
| Revenues totales : 33 M€   |            |     |           |                                              |                |                  |                 |                                                       |

## Effectif

### Joueurs prêtés pour la saison 2015-2016
Le tableau suivant liste les joueurs en prêts pour la saison 2015-2016.
| Joueurs prêtés |    |                     |                       |                     |           |              |  |
| \| N° \| P. \| Nat. \| Nom \| Date de naissance \| Sélection \| Club en prêt \| \| \| 34 \| M \| \| Pierre-Emile Højbjerg \| 05/08/1995 (29 ans) \| Danemark \| Schalke \| \| |    |                     |                       |                     |           |              |  |
| N° | P. | Nat.                | Nom                   | Date de naissance   | Sélection | Club en prêt |  |
| 34 | M  | Drapeau du Danemark | Pierre-Emile Højbjerg | 05/08/1995 (29 ans) | Danemark  | Schalke      |  |

| N° | P. | Nat.                | Nom                   | Date de naissance   | Sélection | Club en prêt |  |
| 34 | M  | Drapeau du Danemark | Pierre-Emile Højbjerg | 05/08/1995 (29 ans) | Danemark  | Schalke      |  |